# Prise de Tripoli (1551)
Pour les articles homonymes, voir Siège de Tripoli.
Guerres austro-turques 
 Dixième guerre d'Italie
Batailles
- Tripoli (9 août - 15 août 1551)
- Mirandola (en) (juillet 1551 - mars 1552)
- Ponza (5 août 1552)
- Metz (octobre 1552 - janvier 1553)
- Corse (1553 - 1559)
- Marciano (2 août 1554)
- Renty (12 août 1554)

Le siège de Tripoli est une opération militaire menée du 9 au 15 août 1551 par l'amiral ottoman Sinan Pacha contre la forteresse de Tripoli, alors sous le contrôle des Hospitaliers, et gouvernée par Gaspard de Vallier. Les Espagnols avait construit un fort à Tripoli en 1510 et Charles Quint l'avait donné aux Hospitaliers en même temps que l'île de Malte et l'île de Gozo.
Le siège de la ville a consisté en un bombardement pendant 6 jours, et la reddition de la ville a lieu le 15 août 1551.

## Déroulement

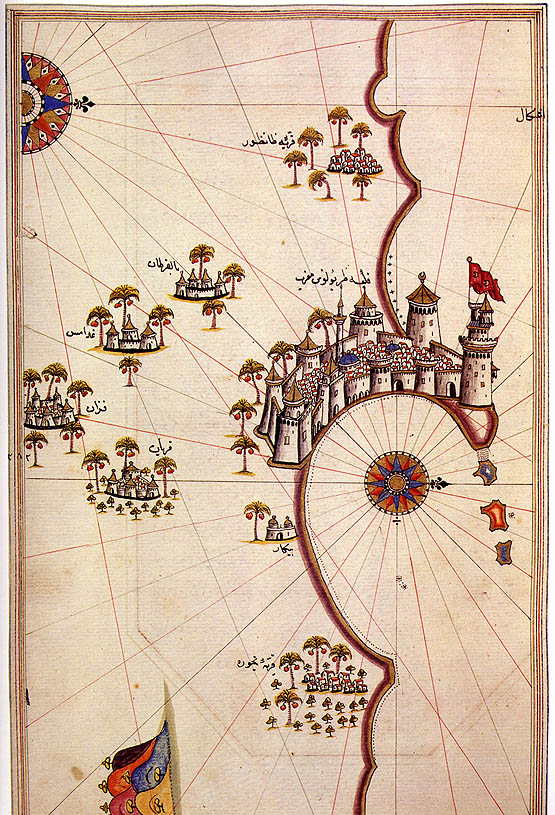
Carte historique de Tripoli par Piri Reis

La ville était sous le commandement de Gaspard de Vallier,,, avec 30 chevaliers et 630 mercenaires calabrais et siciliens (certain comme Vertot ne donnent que 200 soldats calabrais et 200 Maures alliés de l'Ordre). Depuis 1531, les Ottomans avaient une base dans la ville de Tadjourah, à 20 kilomètres à l'est. Les Ottomans ont encerclé le fort et ont établi 3 batteries de 12 canons chacune.
L'ambassadeur de France auprès de l'Empire ottoman, Gabriel de Luetz d'Aramon, a rejoint la flotte ottomane à Tripoli, avec deux galères et une galiote,. La mission de l'ambassadeur était de dissuader les Ottomans de capturer la ville, à la demande du grand maître des Hospitaliers, car Malte n'était pas identifiée comme ennemi dans l'alliance franco-ottomane contre les Habsbourg,. Selon des rapports ultérieurs, quand l'amiral Sinan Pacha et Dragut ont refusé de lever le siège, sur motif qu'ils avaient reçu l'ordre d'éradiquer les Hospitaliers du littoral nord-africain, d'Aramon menaça de prendre la mer pour Constantinople afin de faire appel au sultan Soliman, mais il a alors été interdit de quitter la ville jusqu'à la fin du siège,.
Bientôt, les soldats du fort se sont mutinés et la négociation pour la reddition a commencé. La ville a été capturée le 15 août 1551 par Sinan Pacha après six jours de bombardement,. Les Hospitaliers, dont beaucoup étaient français, furent renvoyés à Malte sur l'intervention de l'ambassadeur de France, et embarqués à bord de ses galères, tandis que les mercenaires furent réduits en esclavage(selon certains auteurs, comme Vertot et Setton, 200 membres de la garnison furent libérés). Mourad Agha, le commandant ottoman de Tadjoura depuis 1536, a été nommé pacha de la ville.
De retour à Malte, Nicolas Durand de Villegagnon, chevalier-Hospitalier et futur explorateur du Brésil, étant présent lors du siège de Tripoli en 1551, en a écrit un compte rendu en 1553.

## Conséquences

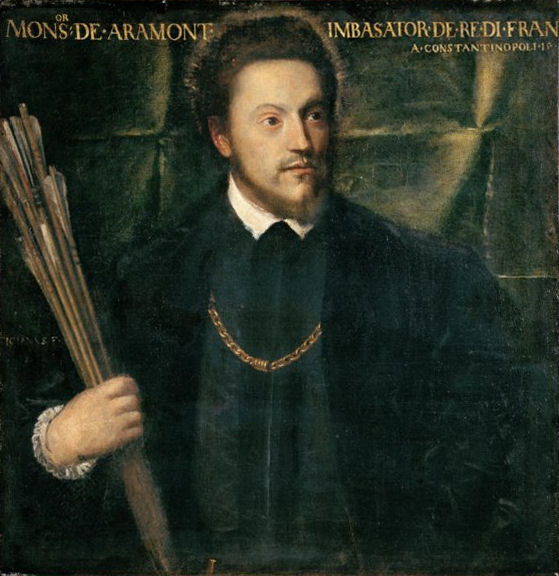
L'ambassadeur de France auprès de l'Empire ottoman, Gabriel de Luetz d'Aramon, était présent lors du siège.

De Malte, d'Aramon a écrit une lettre à propos de son intervention à Henri II. Le rôle de d'Aramon a été largement critiqué par Charles Quint et Jules III sur le soupçon qu'il avait encouragé les Ottomans à prendre la ville. Il sembla que d'Aramon avait participé au banquet de victoire des Ottomans, soulevant d'autres soupçons sur son rôle dans le siège, et menant à des affirmations de Charles Quint que la France a participé au siège,. Dans tous les cas, d'Aramon avait une relation spéciale avec les Ottomans, et était clairement conscient que la chute de Tripoli représentait un revers majeur pour Charles Quint.
À son retour à Malte, Gaspard de Vallier a été fortement critiqué par le grand maître Juan de Homedes qui a voulu lui attribuer tout le blâme pour la défaite. Il a été amené devant un tribunal, dépouillé de l'habit et de la croix de l'Ordre. Il avait cependant été fermement défendu par Nicolas Durand de Villegagnon, qui exposait la duplicité de De Homedes.
En 1553, Dragut fut nommé commandant de Tripoli par Soliman, faisant de la ville un important centre de raids pirates en Méditerranée et la capitale de la province ottomane de Tripolitaine.
En 1560, une puissante force navale est envoyée afin de reprendre Tripoli mais elle est défaite lors de la bataille de Djerba.